# اتحاد أقنومي

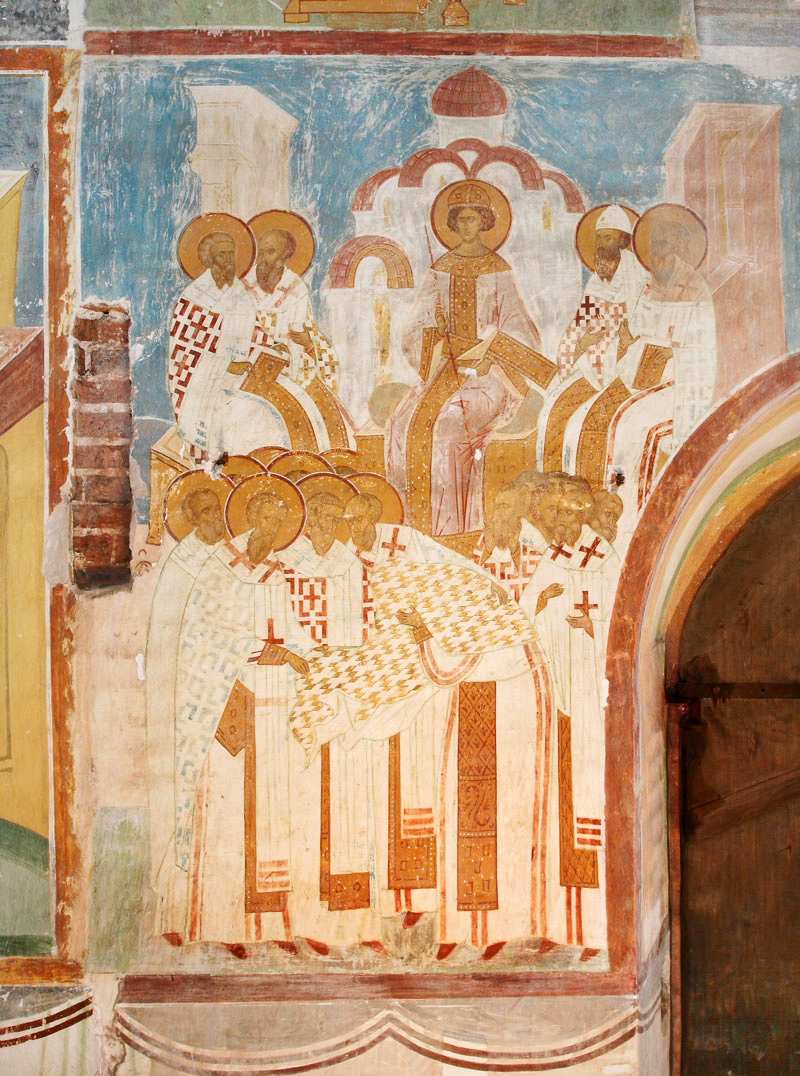
مجلس أفسس، لوحة جدارية لديونيسيوس (1502)، دير فيرابونتوف، روسيا.

اتحاد أقنوم (اللاتينية: unio personalis) هو مفهوم اللاهوت المسيحي الذي يشير إلى اتحاد الطبيعتين، الإلهية والبشرية، في شخص يسوع المسيح. تأتي من الكلمة اليونانية ὑπόστασις (hupóstasis)، والتي تعني «أقنوم».

## تعريف
يقع الاتحاد الأقنومي في قلب كريستولوجيا وعقيدة الثالوث المسيحي. إنه لا ينفصل عن فكرة التجسد ونتائجه.
يحدد مجمع أفسس (431) الاتحاد الأقنومي بين طبيعتي المسيح، البشرية والإلهية. تأسس هذا الاتحاد على سر تجسد ابن الله المتجسد من العذراء مريم، التي اتخذ الكلمة الأبدية في أحشائها الطبيعة البشرية بطريقة لا توصف ولا توصف. وبفضل هذا الاتحاد الأقنومي يُدعى العذراء " ام الاله»(والدة الإله).
ثم، من مجمع خلقيدونية (451)، يوظف اللاهوت مفهوم «أقنوم» بمعنى «أي شخص».
بين اللاهوتيين الآخرين، اوغسطينوس يتعامل مع هذا الموضوع ، تليها توماس الأكويني  أو عن طريق الفلاسفة مثل فيشت، هيغل أو كيركيغارد.